# Polaris Entertainment
Polaris Entertainment (em coreano:  폴라리스 엔터테인먼트), antigamente conhecida como Ilkwang Polaris, Ltd. (em coreano:  (주)일광폴라리스) foi uma gravadora sul-coreana fundada em 2006 por Lee Jong-myung. Foi uma subsidiária de Ilkwang Group, um conglomerado sul-coreano. Atualmente é uma subsidiária da Levite United.

## Artistas

### Grupos
| Debut | Nome     | Gênero    | Membros                                             | Líder | Cor oficial | Fã-clube | Status    |
| ----- | -------- | --------- | --------------------------------------------------- | ----- | ----------- | -------- | --------- |
| —     | Tripleme | Masculino | Chankyu, Sihun, Jaewon, Woojong, Kangjin e Hyunseok | —     | —           | —        | Pré debut |

### Solistas
- Kim Wan-sun[7]
- Kim Bum-soo[8]
- Ivy[9]
- Han Hee-jun[10]
- Sojung[11]

### Subsidiárias
- Blockberry Creative

| Debut | Nome  | Gênero   | Membros                                                                                           | Líder  | Cor oficial | Fã-clube | Status |
| ----- | ----- | -------- | ------------------------------------------------------------------------------------------------- | ------ | ----------- | -------- | ------ |
| 2018  | LOONA | Feminino | HeeJin, HyunJin, HaSeul, YeoJin, ViVi, Kim Lip, JinSoul, Choerry, Yves, Chuu, Go Won e Olivia Hye | HaSeul | —           | Orbit    | Ativo  |

### Atores
- Choi Moo-sung
- Jae Hee
- Jeong Ho-bin
- Ji Dae-han
- Jung Jae-eun
- Jung Joon
- Lee Eun-woo
- Lee Kyun
- Kim Joon-bae
- Kim Se-ah
- Kim Tae-han
- Oh Yoon-ah
- Park Jung-chul
- Shin Min-cheol
- Sunwoo
- Sunwoo Jae-duk
- Yang Dong-geun[12]

## Artistas Passados
- Chae Dong-ha
- Choi Jung-won
- Clara Lee (2006–2014)
- Dia (2010–2012)
- Hwang Ji-hyun
- Iron (2015)
- Kim Tae-woo (2006–2011)
- Ladies' Code
  - EunB (2013–2014)[13]
  - Rise (2013–2014)[14]
  - Ashley (2013–2020)
  - Sojung (2013–2020)
  - Zuny (2013–2020)
- Rumble Fish

## Ligações externos
- «Sítio oficial»